# FK Jambol 1915
FK Jambol 1915 (Bulgaars: ФК Ямбол 1915) is een Bulgaarse voetbalclub uit Jambol. 

## Geschiedenis
Op 17 maart 1915 werd de club Toendzja opgericht door studenten van de pedagogische school te Jambol. In 1929 werd de naam Slava Jambol aangenomen. Een jaar later werd de club regionaal kampioen van Primorska en plaatste zich zo voor de eindronde om de Bulgaarse landstitel. Hier kregen ze een pandoering van Vladislav Varna (7-1). Het volgende seizoen plaatste de club zich opnieuw voor de eindronde en won nu in de eerste ronde van Sportist Vidin, maar kreeg in de tweede ronde opnieuw een pak slag, 7-0 van AS 23 Sofia. In 1932 werd de club voor de derde keer op rij kampioen. In de eindronde werd eerst Borislav Stara Zagora verslaan en in de tweede ronde werden ze uitgeschakeld door Slavia Sofia. 
In 1933 fuseerde de club met Botev Jambol en nam ook deze naam aan. Ook Botev wist zich te plaatste voor de nationale eindronde en bereikte zelfs de halve finale, waarin verloren werd van Levski Sofia. In 1934 verloor de club in de tweede ronde met zware 6-0 cijfers van Vladislav Varna en in 1935 verloren ze zelfs in de eerste ronde van Pobeda 26 Pleven. In 1935 nam de club de naam Georgi Drazjev en bereikte in de eindronde opnieuw de halve finale, waar ze met 6-0 verloren van Slavia Sofia. In 1937 verloren ze in de tweede ronde van Vladislav Varna. Na dit seizoen werd er een nationale competitie georganiseerd waardoor de club zich wist te plaatsen, echter werd de club laatste en degradeerde meteen weer. 
Door het uitbreken van de Tweede Wereldoorlog werd de landstitel opnieuw via een eindronde beslecht en in 1942 nam de club deel, maar werd meteen door Slavia Sofia uitgeschakeld met 6-0. Een jaar later verloren ze van Levski Boergas. 
In 1956 werd de naam Nikolaj Laskov aangenomen. Van 1962 tot 1970 speelde de club in de tweede klasse en kon dan promotie afdwingen naar de hoogste klasse, waar ze drie seizoenen speelden. In 1979 wijzigde de naam naar Toendzja Jambol en in 1982 degradeerde de club ook uit de tweede klasse. Ze keerden terug van 1987 tot 1990 en nog éénmalig van 1993 tot 1994, inmiddels onder de naam FK Jambol. 
In 2015 werd het team ontbonden. Twee jaar later verhuisde Oergana Bojadzjik naar Jambol en nam de naam Jambol 1915 aan. 